# Paulson & Co.

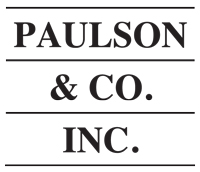
Logo de Paulson & Co.

Paulson & Co., Inc., est un fonds d'investissement fondé par John Paulson en 1994. 
Ce hedge fund, regroupe plusieurs fonds d'investissement alternatifs. Entre le 1er juin 2007 et novembre 2008, le montant des actifs sous gestion chez Paulson & Co. est passé de 12,5 à 36 milliards de dollars (dont 95 % proviennent d'investisseurs institutionnels). En 2007 uniquement, le fonds gagna 15 milliards de dollars. 
Paulson & Co a réalisé une grande partie de ses profits en anticipant les problèmes qu'allaient connaitre les marchés immobiliers et des mortgage backed securities (MBS). En 2008, Paulson décide de créer un nouveau fonds dont l'objectif est de tirer parti des problèmes de capitalisation des entreprises américaines, en prêtant de l'argent aux banques d'investissement et autres hedge funds qui en avaient besoin. Le 15 mai 2008, Paulson & Co., qui avait acheté 50 millions d'actions Yahoo au premier trimestre 2008, apporte son soutien à Carl Icahn dans son combat pour remplacer le conseil d'administration de Yahoo. Début 2008, le fonds a recruté l'ancien président de la FED Alan Greenspan.